# Szkírosz sziget nemzeti repülőtér
A Szkírosz sziget nemzeti repülőtér (görög nyelven: Κρατικός Αερολιμένας Σκύρου) (IATA: SKU, ICAO: LGSY) Görögország egyik nemzetközi repülőtere, amely Szkírosz szigetén található. Éves utasforgalma 18 924 fő (2022). Üzemeltetője a Hellenic Civil Aviation Authority.

## Futópályák
A repülőtér futópályái:
- 17/35

## Légitársaságok és úticélok
2025-ben a Szkírosz sziget nemzeti repülőtérről az alábbi járatok indulnak (Utoljára frissítve: 2025-02-9):
| Légitársaság | Célállomások |
| ------------ | ------------ |
| Olympic Air  | Athens       |
| Sky Express  | Thessaloniki |

## Forgalom
Az utasforgalom az elmúlt években az alábbi módon változott:
| Utasok száma | 20 368 | 12 831 | 21 593 | 16 040 | 17 092 | 18 057 | 17 451 | 20 624 | 13 530 | 18 924 |
|              | 2013   | 2014   | 2015   | 2016   | 2017   | 2018   | 2019   | 2020   | 2021   | 2022   |